# Trietylamin
Trietylamin är en tertiär amin med formeln (C2H5)3N.

## Egenskaper
Det är en bas med syrakonstant pKa för korresponderande syra 10,75. Trietylamin är en färglös vätska med genomträngande aminlukt (lukttröskel 0,48 ppm); den är mycket dålig nukleofil. Trietylamin är löslig i de flesta organiska lösningsmedel men endast måttligt löslig i vatten.
Trietylamin verkar retande på hud och slemhinnor och kan förorsaka njur- och leverskador.

## Framställning
Trietylamin framställs vanligen genom alkylering av förgasad ammoniak (NH3) med etanol (C2H5OH).
{\displaystyle {\rm {3\ C_{2}H_{5}OH+NH_{3}\rightarrow (C_{2}H_{5})_{3}N+3\ H_{2}O}}}

## Användning
Trietylamin är en mycket vanlig bas inom organisk syntes, främst för tillverkning av estrar och amider av syraklorider. Vid sådana reaktioner bildas väteklorid som tillsammans med trietylamin bildar trietylaminhydroklorid. Att vätekloriden binds är ofta nödvändigt för att reaktionen ska fortsätta.
Det används också som additiv vid kromatografi.